# Delirious (película de 2006)
Delirious es una película cómica-dramática y buddy film independiente estadounidense de 2006, escrita y dirigida por Tom DiCillo y protagonizada por Steve Buscemi, Michael Pitt, Alison Lohman y Gina Gershon. Les (Buscemi) es un paparazzo de poca monta que sueña con conseguir una foto que impulse a su carrera y alcanzar el éxito. Su suerte cambia para mejor cuando conoce a un joven vagabundo y aspirante a actor, Toby (Pitt), y lo convierte en su asistente no remunerado. Forman un vínculo que atraviesa la farsa y el glamour de la escena de las celebridades de Nueva York, pero cuando Toby se enamora de una famosa estrella del pop (Lohman) y se convierte en una estrella de reality show, Les se toma el triunfo de su compañero como algo personal.
La idea de Delirious surgió en un punto en el que su director había perdido su motivación con respecto al proceso de realización cinematográfica, a causa del fracaso de su anterior trabajo, Doble contratiempo (2001). DiCillo obtuvo la luz verde para comenzar a filmar después de años en desarrollo, donde tuvo que lidiar con los estudios para poder realizar la película en sus propios términos, como por ejemplo, rodar en la ciudad de Nueva York y con los actores que él creía adecuados. Sin embargo, para obtener la financiación el director tuvo que resignarse a filmar con un presupuesto menor al esperado, teniendo que eliminar escenas y locaciones. La trama de Delirious estuvo influenciada por Midnight Cowboy (1969) y cuentos de hadas como La Cenicienta y también fue comparada con El rey de la comedia (1982).
La cinta se estrenó en el Festival Internacional de Cine de San Sebastián 2006, donde DiCillo ganó los premios al mejor director y mejor guion. Al año siguiente se proyectó en otros festivales de cine, incluyendo el de Sundance, y finalmente —aunque se forzó al director a modificar el final original del filme— la película llegó a las salas de cine de Estados Unidos. No obstante, se trató de un estreno limitado con proyecciones en algunos cines de tres ciudades estadounidenses y con un presupuesto ínfimo dedicado a su promoción. La distribución insuficiente resultó en un fracaso de taquilla, donde Delirious recaudó un total de 659 589 dólares. Por otro lado, la crítica cinematográfica calificó positivamente a la película, elogiando el humor y las actuaciones, especialmente la de Buscemi. El crítico Roger Ebert la incluyó dentro de las «mejores películas ignoradas» de ese año y más tarde el sitio IGN la calificó como «uno de los grandes anónimos de la década». En 2020 se editó la versión del director en Blu-ray.

## Trama
Toby y Les se encuentran cuando Toby interrumpe a una multitud de paparazzi que esperaban para tomar fotografías de la diva del pop K'harma Leeds. Les le pide que Toby vaya a buscar café para él y dos de sus colegas. En su camino de regreso con el café, los agentes de K'harma detienen a Toby desde el interior de un edificio y le preguntan si los fotógrafos están mirando.
Cuando los fotógrafos miran hacia otro lado, los agentes guían a K'harma hacia un automóvil. Los fotógrafos se dan cuenta y corren hacia el auto, chocan con Toby y derraman un poco de café. Más tarde esa noche, Toby se acerca a Les fuera de su apartamento, asustándolo. Le dice que estaba trayendo el cambio del café, pero finalmente pide quedarse con él esa noche, diciendo que tiene mucho frío y no tiene un lugar donde quedarse. Al día siguiente, Toby se ofrece a ser su asistente de forma gratuita, a lo que Les acepta. Más tarde esa noche, después de ser expulsados de una fiesta, Les y Toby escuchan al agente de una celebridad hablar sobre dónde se está operando el pene de su cliente. Toby anota la dirección y aparecen allí al día siguiente. Después de esperar bastante tiempo, Les obtiene una foto de la celebridad, refiriéndose a ella como «la foto que se escuchó en todo el mundo», aunque solo recibe  700 dólares por ella.
Les se ofrece a tomarle una foto a Toby de forma gratuita para ayudarlo a comenzar su sueño de ser actor. Finalmente, su trabajo en conjunto comienza a agotarse después de que K'harma lleva a Toby al backstage sin Les, lo que enfurece a este último. Al día siguiente, en el departamento de Les, Toby recibe una llamada de K'harma, quien lo invita a su fiesta de cumpleaños. Toby acepta con la condición de que pueda traer a Les, compensándolo.
En la fiesta, sin embargo, incluso después de acordar no hacerlo, Les toma fotos de K'harma con Elvis Costello, lo que produce que lo echen junto a Toby. Toby está extremadamente enojado con Les, quien finge dejar caer la tarjeta de memoria de su cámara en una taza de café (sin que Toby lo sepa, Les expulsa la batería de su cámara) y se ofrece a imprimir las fotos de Toby y distribuirlas. Al día siguiente, Toby dice que le duele el estómago y que no puede ir con Les. Después de que se va, Toby intenta irse tras él solo para descubrir que Les lo ha encerrado. Luego entra a la habitación de Les y se mete en su computadora, descubriendo las fotos de K'harma y Elvis Costello en ella. Sintiéndose traicionado, Toby logra escapar del apartamento.
Más tarde, vemos a Toby caminando por el parque, aparentemente sin hogar nuevamente, hasta que una pareja se le acerca. Corre hacia el hombre y lo apuñala en el estómago. La mujer trata de convencerlo de que no la mate, pero olvida su línea. Suena una campana y se revela que el parque es un set de filmación y Toby es el personaje principal. Les intenta repetidamente hablar con Toby llamando al agente de Toby hasta que Toby finalmente le habla. Les se ofrece a disculparse con un café, pero Toby se niega. Pronto, Toby declara su amor por K'harma en una película, lo que dispara su popularidad.
Les, celoso, encuentra una cámara antigua en su apartamento, que su padre le dio. La cámara es en realidad un arma oculta y decide asesinar a Toby con ella. En el estreno de la última película de Toby, camina por la alfombra roja con K'harma. Les aparece y levanta la cámara, preparándose para dispararle, pero luego lo ve besando a K'harma y se detiene. Mientras intenta alejarse de la multitud, Toby lo ve y le pide que regrese. Se dan la mano y Les toma su foto de cerca. Les le dice a Toby que se vaya y Toby camina por la alfombra roja hacia el estreno. Les, aunque decepcionado porque el reconocimiento todavía lo elude, está orgulloso de la fama de Toby.
Después de los créditos, se muestra a Les en un programa de entrevistas de Hollywood discutiendo su imagen de Toby, a la que el entrevistador se refiere como «el disparo que se escuchó en todo el mundo».

## Reparto
- Steve Buscemi - Les Galantine
- Michael Pitt - Toby Grace
- Alison Lohman - K'Harma Leeds
- Gina Gershon - Dana
- Callie Thorne - Gabi
- Kevin Corrigan - Ricco
- Richard Short - Jace Hipley
- Elvis Costello - Elvis Costello
- David Wain - Byron
- Mel Gorham - Tish
- Tom Aldredge - Carl Galantine, padre de Les
- Doris Belack - Madre de Les
- Peter Appel - Feldman
- Cinqué Lee - Corey
- Kevin Phillips - Blaine
- Rodrigo Lopresti - Demo
- Melissa Rauch - Megan
- Amy Hargreaves - Nikki Blake
- Lynn Cohen - Muffy Morrison
- Joseph D'Onofrio - Vince
- Kristen Schaal - Joelle
- Nicole Vicius - Robbyn
- Billy Griffith - Hoagie
- Minnie Driver (sin acreditar)

## Producción
Después después del fracaso de su anterior película, Doble contratiempo, distribuida directamente para video, Tom DiCillo —desesperanzado en la industria del cine y a punto de alejarse de ella— escribió el guion de Delirious en cuatro meses; la primera versión de la historia habría comenzado a escribirse en 2001. DiCillo escribió la película como una «película de Nueva York», decidido a filmarla en esa ciudad, interesado en la fama: «quién la quiere, quién la obtiene y qué hace la gente una vez que lo hace». Aunque el primer personaje que escribió fue el de Toby, su idea desde el principio era que el protagonista fuese Steve Buscemi. «Fui Steve Buscemi durante seis meses», declaró el director en referencia a la escritura del personaje. En un principio, el actor no quería interpretar el personaje por ser «tan intenso» y «lo más realista posible». Siguiendo algunas sugerencias de Buscemi para darle al personaje «un poco más de humanidad», DiCillo realizó algunas modificaciones mínimas en el guion y un año después, en 2003, organizó una lectura del guion a la que asistió Buscemi, que finalmente aceptó el rol. El personaje principal está basado en Steve Sands, un paparazzo que DiCillo había expulsado en varias ocasiones del set de sus películas y con quien se reunió para adentrarse en el mundo de los paparazzi antes de realizar Delirious. Para preparárse para su papel, Buscemi asistió a desfiles de ropa interior de Victoria's Secret junto a un fotógrafo.
Los ejecutivos le hicieron ofertas al director Tom DiCillo para que no contara con Steve Buscemi en la película, querían a un actor más «popular», como Billy Bob Thornton. En vez de Michael Pitt, los productores querían contratar actores con mayor presencia taquillera, entre ellos Orlando Bloom, Elijah Wood y Ashton Kutcher. En el caso del personaje de K'Harma, la cantante pop, los productores querían que fuese interpretada por una estrella de pop de la vida real. Debido a que ya habían aceptado a Buscemi como actor principal, DiCillo se vio forzado a escribirle a figuras como Britney Spears y Christina Aguilera para ofrecerles el papel. El director concluyó: «Finalmente entré en razón y convencí a los financieros que el personaje era demasiado complejo para ser interpretado por cualquiera excepto por una actriz de verdad». Después de haber visto Living in Oblivion y The Real Blonde, e interesada por el peculiar estilo de DiCillo, la actriz Alison Lohman leyó el guion y se quedó con el papel; el director se decidió por Lohman después de ver su trabajo en Big Fish y Matchstick Men. Ya con los tres actores principales confirmados, DiCillo y el productor Robert Salerno le presentaron el proyecto a la compañía canadiense Peach Arch Entertainment, que sé encargó de financiar la producción. Cinco años fue el tiempo que tardó DiCillo para atraer fondos para el rodaje; tuvo que reducir el presupuesto dos millones de dólares, eliminando escenas y locaciones. Dos semanas antes de comenzar a filmar, los productores intentaron mover el rodaje a Toronto, pero la intención del director se impuso.  A través de Buscemi, el músico británico Elvis Costello se unió a la producción para hacer un cameo. Gina Gershon, por su parte, aceptó la propuesta para actuar sin antes leer el guion porque le interesaba trabajar con DiCillo. El director mencionó las cintas Midnight Cowboy de John Schlesinger y A Hard Day's Night de Richard Lester como influencias cinematográficas, y añadió que es un «cuento» que sigue «la estructura de La Cenicienta». «El cuento de hadas es el elemento central de la película, donde a veces priman los elementos más oscuros y a veces los fantásticos», aseguró DiCillo.
La filmación de Delirious comenzó el 13 de noviembre de 2005 en Nueva York y duró 25 días; contó con un presupuesto estimado de entre 3 500 000 y 4 000 000 millones de dólares. La cinta se filmó en película de 35 mm con algunos segmentos en digital. Alison Lohman, que tenía formación como cantante, grabó el video musical de «Take Your Love and Shove It» con su propia voz; en el final cut se utilizaron cuarenta segundos de ese videoclip. El actor Richard Short notó que en el rodaje el guion «se convirtió en algo vivo», mientras que DiCillo comentó que, si bien el guion era «minucioso», se permitió la improvisación y «quería que la película tuviera un cierto matiz documental, aunque no excesivo». Para lograrlo, las escenas entre Buscemi y Pitt se filmaron con la cámara al hombro. Para muchas de esas escenas, él mismo director de fotografía Frank G. DeMarco operó la cámara. El sitio IGN la describió el estilo como «una fina combinación de tomas cercanas y panorámicas de cámara lejanas en los momentos adecuados» y afirmó que «el uso ocasional de una cámara de mano tambaleante le da a ciertas escenas una sensación de estilo casi documental». No se hicieron ensayos. DiCillo le mencionó la cinta A Hard Day's Night al montajista Paul Zucker como referencia para el estilo de montaje de Delirious. La banda sonora original fue compuesta por Anton Sanko, mientras que DiCillo escribió la letra de la canción «Take Your Love and Shove It». La banda sonora también incluyó las canciones «Bohemian Like You» de The Dandy Warhols, «Hey Now Now» de The Cloud Room, «Sofisticated» de Stereo MCs y «I'm Not Angry» de Elvis Costello, entre otras.

## Estreno
La cinta se estrenó el 26 de septiembre de 2006 en la sección oficial del Festival Internacional de Cine de San Sebastián, donde, tras su proyección, se volvió la favorita de la crítica para llevarse los principales galardones del festival. En enero de 2007 se proyectó en el Festival de Cine de Sundance. El 18 de mayo de 2007 la película se estrenó en las salas de cine de España. En junio de ese año, aún sin haber sido estrenada en los cines estadounidenses, se proyectó en los festivales de Seattle, Aviñón, Múnich y Karlovy Vary. También fue proyectada como pieza central en el Festival Internacional de Cine de San Francisco de 2007. Con el éxito de la película en San Sebastián, los productores —sin comunicárselo a DiCillo— comenzaron a enviar screeners a distribuidoras estadounidenses de cine independiente, lo que posteriormente iba a enfurecer al director, argumentando que «para un cineasta independiente, la mejor manera de hacer que los distribuidores vean una película es que la experimenten a lo grande y en vivo con una audiencia real, no en la pantalla de una computadora de oficina entre llamadas telefónicas, Twitter y el almuerzo». El filme no alcanzó a convencer a ninguna distribuidora estadounidense. Por su parte, los productores le exigieron a DiCillo que modificara el final de la película, a lo que este se negó. Cuando los productores sugirieron que iban a distribuir la película directamente para video, DiCillo cedió y realizó un nuevo corte. En julio de 2007 llegó a los cines de Francia y, finalmente, el 15 de agosto tuvo un estreno limitado en Estados Unidos. La productora contrató a la compañía AtoZ Films que estrenó Delirious en algunos cines de Nueva York, Los Ángeles y Chicago. Para su promoción en Estados Unidos, los ejecutivos invirtieron únicamente 350 000 dólares, monto que fue dedicado al costo de las impresiones, la publicidad, la tarifa del distribuidor y el salario y todos los gastos del publicista. Para ayudar a promocionar el filme, DiCillo comenzó a escribir un blog acerca de la producción y filmó videos improvisados de peleas falsas con los actores. El crítico Andrew Sarris anticipó que, tratándose de un estreno limitado, era «poco probable» que fuese vista por mucha gente, a menos que se convirtiese en «un artículo de culto para retransmitir en televisión o DVD». Dado su limitada distribución, los resultados en la taquilla fueron mínimos, recaudando 86 460 dólares en Estados Unidos y 573 129 dólares en el resto del mundo, alcanzando un total de 659 589 dólares. En una entrevista en 2012, DiCillo recordó el estreno de Delirious como «la experiencia más dolorosa» de su carrera.

## Recepción

### Crítica
La película recibió críticas mayoritariamente positivas. En el sitio web agregador de reseñas Rotten Tomatoes, tiene un índice de aprobación del 83 %, basado en 64 reseñas, con una calificación promedio de 6,8 sobre 10. El consenso del sitio web dice: «Una sátira divertida y enérgica de la vida de los paparazzi y la industria del entretenimiento, Delirious es otro triunfo para el director independiente Tom DiCillo». En el sitio web Metacritic, la película tiene una puntuación de 68 sobre 100, basado en 22 críticas, indicando «críticas generalmente favorables». Para el New York Daily News se trata de una «una caprichosa queja contra la cultura superficial de las celebridades de Estados Unidos». The New York Times afirmó: «El disgusto de DiCillo con esta cultura voraz es palpable a lo largo de una película en la que no se encuentra el glamour por ningún lado». Kevin Crust de The Los Angeles Times la describió como «una historia poblada de arquetipos defectuosos, es una película dolorosamente divertida que también es un poco triste» con «humor perverso y elementos satíricos acertados». El humor fue unos de los elementos más elogiados del filme. Andrew O'Hehir de Salon.com opinó que «está entre las mejores de DiCillo y vuelve al tema central de su carrera: la naturaleza esquiva y destructiva de la fama». David Denby de The New Yorker dijo que es estilo del filme con la cámara portátil «se siente crudo, tanto visual como emocionalmente». El crítico añadió que, aunque sin exagerar, Delirious «a veces se acerca a la sátira» y que es una «amarga película sobre un medio que el director entiende íntimamente». Aunque varios medios clasificaron Delirious como una película satírica, el director se encargó de aclarar que no lo es. Roger Ebert calificó al filme con tres estrellas y media sobre cuatro y aseguró: «Esta es la mejor película de DiCillo que he visto». El crítico elogió las actuaciones de Buscemi, Pitt y Alison Lohman, y el conocimiento que demuestra la cinta del mundo de las celebridades.

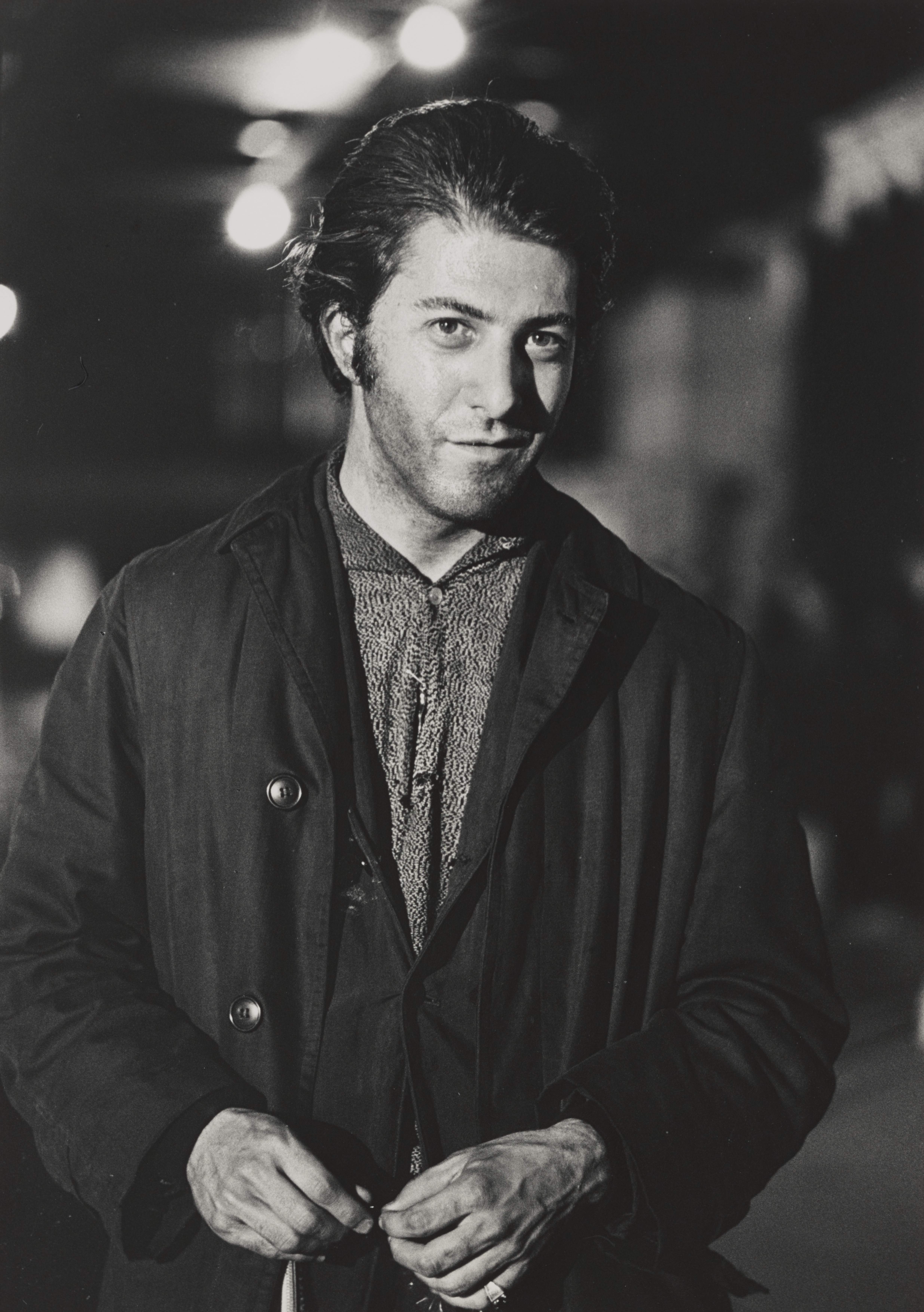
De acuerdo con Tom DiCillo, Delirious estuvo influenciada por el filme Midnight Cowboy. La crítica cinematográfica notó esa influencia y algunos compararon a Les Galantine con «Ratso» Rizzo, el protagonista de dicha película de 1969, interpretado por Dustin Hoffman.

La actuación de Steve Buscemi fue ampliamente elogiada. Para el New York Daily News, el actor «acapara cada escena en la que está». Escribiendo para la Rolling Stone, Peter Travers dijo: «Buscemi hace de este fotógrafo patético y potencialmente letal una figura de sorprendente humor y compasión». Para Stephen Holden de The New York Times, Buscemi «ofrece una actuación valientemente repulsiva como un parásito ruidoso que se jacta seriamente de haber tomado una foto de Goldie Hawn almorzando». Aunque la cinta no convenció del todo a Scott Tobias de The A.V. Club, el crítico dijo que «la actuación de Buscemi toca la nota justa entre el untuoso carroñero y el adorable perdedor». Ty Burr comenzó su reseña para The Boston Globe escribiendo: «Algún día, en un futuro lejano, un equipo de arqueólogos desenterrará el corazón negro, marchito y aún palpitante de la ciudad de Nueva York, y se verá exactamente como Steve Buscemi». Burr agregó que su actuación es «la mejor razón» para ver Delirious y agregó que el personaje «encapsula todo lo que la gente ama y odia de la ciudad: la agresividad, la honestidad cáustica, el humor negro». Por su parte, Emanuel Levy escribió que «Buscemi ha interpretado a muchos perdedores parlanchines y derrotistas en otras películas (como las comedias de los hermanos Coen), pero aquí revela nuevas dimensiones con un paparazzo inseguro y ensimismado que le sienta como anillo al dedo». David Wiegand del San Francisco Chronicle afirmó que «la de Buscemi es una de las mejores actuaciones de su carrera» y para Grady Hendrix de The New York Sun «la actuación de su carrera». Varios críticos destacaron la conexión entre los personajes de Buscemi y Michael Pitt, y resaltaron también la presencia de Gina Gershon. Newsday comparó la química entre Buscemi y Pitt con la de Jack Lemmon y Walter Matthau. Para el sitio Movieguide, el personaje de Buscemi «es uno de los grandes inventos cómicos de los últimos años» y genera un «contraste perfecto» con la interpretación «dulce» e «inocente» de Pitt.
Lou Lumenick del New York Post escribió que el director «aquí está apuntando a objetivos bastante obvios y fáciles», pero eligió las actuaciones y los diálogos. La película no conformó a Owen Gleiberman de Entertainment Weekly, que dijo: «Sería bueno ver una sátira aguda, divertida y penetrante sobre la nueva cultura de fama mediática vacía, pero el buddy film de Tom DiCillo, Delirious, no lo es». Peter Calder de The New Zealand Herald opinó que «ni siquiera los fanáticos de Buscemi atesorarán» esta película, argumentando que «un guion torpe y un tono desigual obstaculizan esta película sermoneadora». En una reseña para la revista Time Out, David Fear escribió: «Una palabra de advertencia para los cineastas: si van a satirizar algo que ya está al borde de la autoparodia, será mejor que tengan algo único para decir». Y agregó: «Las caricaturas de los aduladores de Hollywood y escorias de los medios de comunicación son obvias y lamentablemente poco graciosas, mientras que las lecciones de vida sobre la amistad parecen sacadas de una tarjeta de Hallmark».
El Festival Internacional de Cine de San Francisco clasificó la película como un buddy film y comparó el personaje de Buscemi con el de «Ratso» en Midnight Cowboy. El San Francisco Chronicle definió al «destacado» personaje de Buscemi como «una especie de Ratso Rizzo con una cámara» y en otra reseña del mismo periódico se describió la película como una mezcla entre Midnight Cowboy y Celebrity de Woody Allen. Además de compararla con Midnight Cowboy, The Village Voice la comparó con El rey de la comedia. Además mencionó que sirve principalmente como un medio de expresión para Buscemi, cuyo personaje es «sórdido incluso para los estándares de Buscemi». Otros medios también compararon la cinta con Midnight Cowboy y El rey de la comedia. Algunos críticos —además del propio director— percibieron en la cinta elementos de cuento de hadas. Según Grady Hendrix, «el resultado es una película poco realista y artificiosa, pero también bastante encantadora». Sura Wood de The Hollywood Reporter comentó que el trabajo del director de fotografía Frank G. DeMarco «evoca el desierto urbano sucio de la ciudad de Nueva York, así como el deslumbrante mundo de fantasía de los ricos y famosos», mientras que «el diseño de producción de Teresa Mastropierro refleja la miseria de la vida urbana de clase baja y el lujo estéril de los recién adinerados». La crítica también señaló que DiCillo y el compositor Anton Sanko «hacen un excelente uso de la música para conducir y cortar entre escenas».
Escribiendo para The New York Observer, Andrew Sarris comentó que «si más personas pudieran arrastrarse a ver Delirious, podrían encontrarse gratamente sorprendidos por las profundidades emocionales que DiCillo y Buscemi exploran en esta supuesta mera "sátira"» y finalizó diciendo: «Si tienes la oportunidad, mira Delirious antes de que desaparezca en el olvido». En 2008 fue reconocida en el Ebertfest, festival de Roger Ebert que premia a las mejores películas ignoradas. El sitio web IGN afirmó: «Esta película es uno de los grandes anónimos de la década. El estreno y la distribución limitada solo servirán para mejorar su atractivo en años posteriores».

### Premios
| Organización                                         | Categoría                               | Receptor(es) | Resultado | Ref.   |
| ---------------------------------------------------- | --------------------------------------- | ------------ | --------- | ------ |
| Festival Internacional de Cine de San Sebastián 2006 | Concha de Oro                           | Tom DiCillo  | Candidato | [ 11 ] |
| Festival Internacional de Cine de San Sebastián 2006 | Concha de Plata a la mejor dirección    | Tom DiCillo  | Ganador   | [ 13 ] |
| Festival Internacional de Cine de San Sebastián 2006 | Premio del Jurado al mejor guion        | Tom DiCillo  | Ganador   | [ 13 ] |
| Festival Internacional de Cine de San Sebastián 2006 | Premio SIGNIS                           | Tom DiCillo  | Ganador   | [ 13 ] |
| U.S. Comedy Arts Festival 2007                       | AFI Filmmaker Award como mejor director | Tom DiCillo  | Ganador   | [ 71 ] |
| Festival Internacional de Cine de Estambul 2007      | Premio especial del jurado              | Tom DiCillo  | Ganador   | [ 72 ] |
| Festival de Cine de Aventuras de Valenciennes 2007   | Premio del público                      | Tom DiCillo  | Ganador   | [ 73 ] |

### Reacción del director
En noviembre de 2007, ante las críticas positivas pero la imposibilidad de alcanzar a un público mayor, DiCillo pidió explicaciones a Roger Ebert mediante un correo electrónico, donde el director le preguntaba al crítico cómo Delirious, a pesar de las críticas favorables, «no tenia vida en el mercado». DiCillo aclaró que no hablaba de un «gigantesco éxito de taquilla», sino el suficiente como para recuperar el dinero invertido e incentivar a otros estudios a invertir en sus películas. Ebert respondió dedicándole al tema un artículo en su sitio web, expresando que le preocupaba «que una película entretenida con una soberbia actuación de Buscemi» hubiese desaparecido y que «nunca tuvo una oportunidad». En su intento de dar respuesta a la inquietud del director, Ebert comenzó diciendo que «las reseñas funcionan mejor en conjunto con un estreno visible. Cuando el público nunca han visto un anuncio de una película y no se está proyectando en su ciudad, estado o región del país, ¿qué diferencia hacen las reseñas?». También mencionó muchos tienen «cierta reticencia a ver una película que podría ser buena», hablando de la tendencia del público adolescente a asistir al cine para ver lo «estúpido y el brutal», refiriéndose al cine de superhéroes y adaptaciones fílmicas de historietas y videojuegos. Dada la gran rotación de Delirious en los festivales de cine, Ebert opinó que los festivales deberían aportar parte de las ganancias de venta de entradas en sus proyecciones a los realizadores. El crítico finalizó augurando que quizás medios como el DVD, Netflix, la televisión por internet y cable, el pay-per-view y especialmente el streaming en alta definición «lo rescaten a usted y a sus compañeros independientes».

## Versión casera
En mayo de 2008 se lanzó la edición en DVD, la cual incluyó un audio de Tom DiCillo relatando el proceso de producción del filme, un cortometraje de trece minutos titulado Stalking Delirious donde DiCillo y Buscemi hablan de la película mientras recorren las calles de Nueva York y tres videos promocionales. El sitio DVD Talk escribió una reseña positiva del filme y de su edición en DVD, comentando: «Teniendo en cuenta el mal trato que recibió esta película a la hora de su estreno, esperaba ver un lanzamiento en DVD que no le hiciera justicia a la película, pero no es el caso» y elogiando tanto los aspectos técnicos como artísticos. En la reseña del sitio IGN, se valoró el aspecto visual de manera aceptable aunque se notó que «el color es vibrante y la transición de las escenas es fluida, pero la transferencia sufre de una imagen algo plana sin una cantidad real de profundidad». En cuanto al audio, el sitio lo valoró de manera negativa, comentando que «en una película llena de frases ingeniosas y grandes actuaciones, este es un problema importante». Sobre el material extra, el sitio añadió que «si bien normalmente no vale la pena mencionar un video musical, fue un buen toque incluir el videoclip de la protagonista femenina K'harma».
El DVD incluyó la versión estrenada en los cines, modificada con respecto a la original por DiCillo ante la presión de los productores. DiCillo había pedido restaurarla antes de lanzar el DVD, pero la compañía se negó y poco después entró en quiebra. Posteriormente, durante años, el director intentó sin éxito contactar a los productores responsables de la realización. «No tenía idea de dónde encontrar el negativo, las copias, todos los elementos sonoros», se lamentó DiCillo. Hacia el año 2019, DiCillo encontró a un ex abogado de Peach Arch Entertainment, quien entonces poseía los derechos de Delirious, que le informó que todos los elementos originales se habían perdido y las copias habían sido destruidas porque «era demasiado caro pagar su almacenamiento». Sin embargo, sí tenía un master digital en alta resolución en su disco duro. DiCillo le preguntó si le permitiría volver a editar el filme para lanzarlo en Blu-ray y este se negó argumentando que «el Blu-ray está muerto». A continuación, DiCillo le compró los derechos y un mes después restauró el filme a como lo había escrito originalmente —aunque tiene pequeños cambios a lo largo del filme, la mayor diferencia está en el final—. La compañía MVD Entertainment acordó editar la versión del director en Blu-ray. Catorce años después del estreno de la película, la versión del director se lanzó el 6 de octubre de 2020 en video bajo demanda y alta definición a través de la compañía Shout! Factory y el 13 de octubre se editó en Blu-Ray y DVD a través de MVD Entertainment Group. Entre el material extra de esta edición se incluyó una nueva introducción filmada por el director que detalla su motivación detrás de las doce años de búsqueda de la película. Además de los tres cortos promocionales, el making-of Stalking Delirious, el videoclip de Alison Lohman y el tráiler, también se incluyó un nuevo comentario de audio del director. El sitio Geeks Vibes Nation reseñó positivamente tanto la calidad visual como la del audio de la edición en Blu-ray.